# 螢火魷
螢火魷（学名：Watasenia scintillans），又名螢魷或螢烏賊，为武裝魷科下的一个物种，屬於只有本身的螢火魷屬，屬名取自日本明治時期生物學家渡瀨庄三郎（渡瀬 庄三郎）的姓氏。牠是一種非常小的魷魚，通常有3英寸（7.6厘米）長。和其他深海生物一樣可以發光，這些光可用來引誘獵物。萤火鱿多分布于日本海及日本四国以北的太平洋沿近海。

## 物种特色
萤火鱿于西太平洋海域被发现，水深约183至366公尺（600-1200英尺）处。这种鱿鱼的每根触鬚都有一个发光器产生萤光，进而引诱猎物。据报导，此种鱿鱼是其物种中唯一能辨别颜色者，牠拥有3个类似视网膜的器官，每个具有不同光谱频率的感光度。萤火鱿身长大约3英寸（7.6厘米），寿命长约一年，拥有标准的8条触腕和2条触足。此鱿鱼一整天都待在百公尺深的海裡，只有夜晚才会来到海面附近，在体内的发光器与感光器作用下，牠可依照深度来调整自身的亮度。

## 求偶
其交配其为每年3月至6月，手法即是发出萤光来吸引异性。

## 商业价值
萤火鱿在日本属于商业渔获，据统计，从1990年至1999年间，日本约捕获了4,804～6,822吨的萤火鱿。日本本州富山县富山湾为此渔获的主要供应地，因为富山湾的深层水域蕴含丰富的矿物质及有机物，加上富山灣靠岸處還有一個V字型海谷，時常會有湧昇流由下往上帶，將螢火魷推上岸邊，因此萤火鱿在每年3至6月皆会到此产卵，富山县即因大量产此渔获而将萤火鱿选为「县鱼」。

## 研究
日本的学者发现，萤火鱿不仅美丽，还含有丰富的牛磺酸，可帮助降低胆固醇。萤火鱿相关研究者不多，有美国学者2002年发表一篇萤火鱿发光机制的论文，但在2008年4月遭到推翻；推翻者为2008年诺贝尔化学奖得主、前海洋生物研究室（Marine Biological Laboratory）资深研究员下村脩，及日本三重大学研究所生物资源学研究科教授寺西克伦。不过，虽然下村脩已研究萤火鱿有40年之久，其二人至今仍无法解开萤火鱿发光机制之谜。

## 扩展阅读
- 維基物種上的相關：螢魷

## 外部連結
- Tree of Life web project: Watasenia scintillans （页面存档备份，存于）
- 日本萤光鱿博物馆 （页面存档备份，存于）